# Fundació Bromera per al Foment de la Lectura
La Fundació Bromera per al Foment de la Lectura és una entitat de caràcter cultural i sense ànim de lucre, membre de l'Organització Internacional del Llibre Infantil i Juvenil (IBBY), i al seu torn ho és a escala nacional de l'OEPLI i a escala autonòmica del CLIJCAT. La Fundació Bromera compta amb una trajectòria cultural avalada per nombroses entitats i institucions públiques i privades de tot l'àmbit autonòmic i nacional que han col·laborat amb ella i pel gran nombre de gestors culturals i mediadors de tot el territori espanyol que han participat en alguna de les nombroses activitats que ha organitzat al llarg d'aquests últims anys.
Destaquen les seves campanyes:
- «Llegir en valencià»,[2] organitzada des de l'any 2006, en col·laboració amb nombroses i importants entitats de caràcter públic i privat.
- «Llegir per a créixer»,[3] amb més d'1 milió d'exemplars de la guia Llegir per a créixer. Guia per a fer fills lectors, dirigida a pares i distribuïdes per tot el territori valencià i català.
- «Poemania, per a fer lectors de poesia»,[4] amb l'edició i la distribució per tots els centres i biblioteques valencianes d'un exemplar de la guia POEMANIA.[5]
- «Primavera del llibre i la lectura»,[6] amb més de 40.000 quaderns editats i distribuïts per a commemorar les efemèrides literàries de la primavera,[7] com el Dia Internacional del Llibre, etc.